# Молодцов, Александр Васильевич
Алекса́ндр Васи́льевич Молодцо́в (1 марта 1962, Москва, РСФСР, СССР) — советский футболист, полузащитник и нападающий. Мастер спорта СССР (1981).

## Карьера
Воспитанник СДЮСШОР «Динамо».
В высшей лиге дебютировал 5 октября 1980 года в матче 26-го тура против «Зенита», выйдя на замену на 54-й минуте вместо Валерия Матюнина. В 1984 году он стал обладателем Кубка СССР, в финале обыграв «Зенит». Всего за «бело-голубых» Молодцов сыграл 148 матчей и забил 17 мячей.
В 1987 году он заболел желтухой и в результате покинул клуб. После этого уехал в андижанский «Пахтакор», но не сыграв ни одного матча перешёл в «Металлург» из Запорожья. В последующие годы Александр играл во многих клубах. В 1991 году завершил карьеру в 29 лет.

## Достижения
«Динамо»
- Обладатель Кубка СССР: 1984